# Malužiná
Malužiná este o comună slovacă, aflată în districtul Liptovský Mikuláš din regiunea Žilina. Localitatea se află la altitudinea de 732 m deasupra n.m., se întinde pe o suprafață de 39,48 km2 și în 2017 număra 241 de locuitori. Se învecinează cu comuna Nižná Boca.

## Istoric
Localitatea Malužiná este atestată documentar din 1750.

## Demografie
| An:                | 1994 | 2004   | 2014    | 2024   |
| ------------------ | ---- | ------ | ------- | ------ |
| Număr de persoane: | 289  | 286    | 257     | 235    |
| Diferență:         |      | −1,03% | −10,13% | −8,56% |

| An:                | 2023 | 2024 |
| ------------------ | ---- | ---- |
| Număr de persoane: | 235  | 235  |
| Diferență:         |      | +0%  |